# Siwa (zoologia)
Siwa Grasshoff, 1970 è un genere di ragni appartenente alla famiglia Araneidae.

## Etimologia
Il nome deriva dall'oasi di Siwa, nel Governatorato di Matruh, in Egitto, dove sono stati rinvenuti i primi esemplari di S. atomaria.

## Distribuzione
Le due specie oggi note di questo genere sono stati rinvenuti nell'area mediterranea: la S. atomaria nel mediterraneo orientale (Egitto e Israele); la S. dufouri nel mediterraneo occidentale.

## Tassonomia
Per la determinazione delle caratteristiche della specie tipo sono stati considerati gli esemplari di Larinia atomaria O. P.-Cambridge, 1876.
Dal 2011 non sono stati esaminati esemplari di questo genere.
A marzo 2014, si compone di due specie:
- Siwa atomaria (O. P.-Cambridge, 1876)[2] - Egitto, Israele
- Siwa dufouri (Simon, 1874) - Mediterraneo occidentale